# Eduard Loibner
Eduard Loibner (né le 26 avril 1888 à Linz et mort le 21 août 1963 à Vienne) était un acteur autrichien de théâtre et de cinéma.

## Biographie

### Théâtre
Loibner a commencé sa carrière adolescent. À la veille de la Première Guerre mondiale, il est déjà acteur et metteur en scène, du Provinztheater de Bielitz à Cracovie (aujourd'hui en Pologne). Entre les deux guerres, Loibner joue sur les scènes de grandes villes : au début des années 1920, il a participé par exemple au Deutschen Landestheater de Prague et vint, dans la même décennie, à Vienne, sous la direction de Rudolf Beer.
À la veille de la Seconde Guerre mondiale, Eduard Loibner vient au nouveau théâtre de langue allemande à Teplitz-Schönau. Pendant les années de guerre, Loibner travaillait avec Willem Holsboer au théâtre de Munich, avant de retourner à Vienne en 1945. Puis de 1945 à 1950, on le voit au Nouveau Théâtre de la Scala, de 1952 à 1963 au Tiroler Landestheater, en 1957, au Théâtre de la ville d'Ingolstadt. À la fin des années 1950, Eduard Loibner se produit à la Comédie de Bâle.

### Cinéma
Eduard Loibner est présent sur la toile depuis les débuts du parlant : il était un manager dans Tanzmusik, un hôtelier dans Lumpacivagabundus, un matelot dans Favori des marins, un forgeron du village dans Concert dans le Tyrol, un garde-chasse dans Le Miroir de la vie, un cocher dans La Princesse Sissi, un policier dans Le Chant des anges et un concierge dans le film d'Heinz Rühmann Un homme passe à travers le mur, sa dernière production.
Eduard Loibner est enterré à  Vienne.

## Filmographie (sélection)
- 1933 : La Vie tendre et pathétique
- 1934 : G'schichten aus dem Wienerwald
- 1935 : Tanzmusik
- 1935 : Die ganze Welt dreht sich um Liebe
- 1935 : Im weißen Rößl
- 1936 : Der Weg des Herzens
- 1936 : Lumpacivagabundus
- 1937 : Première
- 1937 : Liebling der Matrosen
- 1938 : Konzert in Tiroll
- 1938 : Spiegel des Lebens
- 1939 : Princesse Sissi
- 1939 : Castelli in aria
- 1941 : So gefällst Du mir
- 1943 : Der Unendliche Weg
- 1947 : Singende Engel
- 1947 : Der Hofrat Geiger
- 1948 : Maresi
- 1951 : Quatre dans une jeep
- 1951 : Wenn eine Wienerin Walzer tanzt
- 1956 : Fuhrmann Henschell
- 1959 : Ein Mann geht durch die Wand
- 1963 : Die Reise um die Erde